# 전망 좋은 방 - 맛있는 섹스
"전망 좋은 방 - 맛있는 섹스"는 한국에서 제작된 이세일 감독의 2012년 멜로/로맨스, 드라마 영화이다. 강유키 등이 주연으로 출연하였다.

## 출연

### 주연
- 강유키
- 이경민